# Судавик
Су́давик (исл. Súðavík) — рыбацкая деревня на северо-западе Исландии в регионе Вестфирдир).

## География
Судавик расположен на левом берегу Аульфта-фьорда в устье реки Эйрардальсау. Деревня находится в 20 километрах от главного города региона Вестфирдир — Исафьордюра, и в 420 километрах от столицы Исландии, города Рейкьявика. Численность населения Судавика составляет 192 человек (на 1 января 2011 года). Главное занятие местных жителей — рыболовство. Развивается также туризм. В деревне есть несколько домов, которые летом сдаются в аренду туристам.

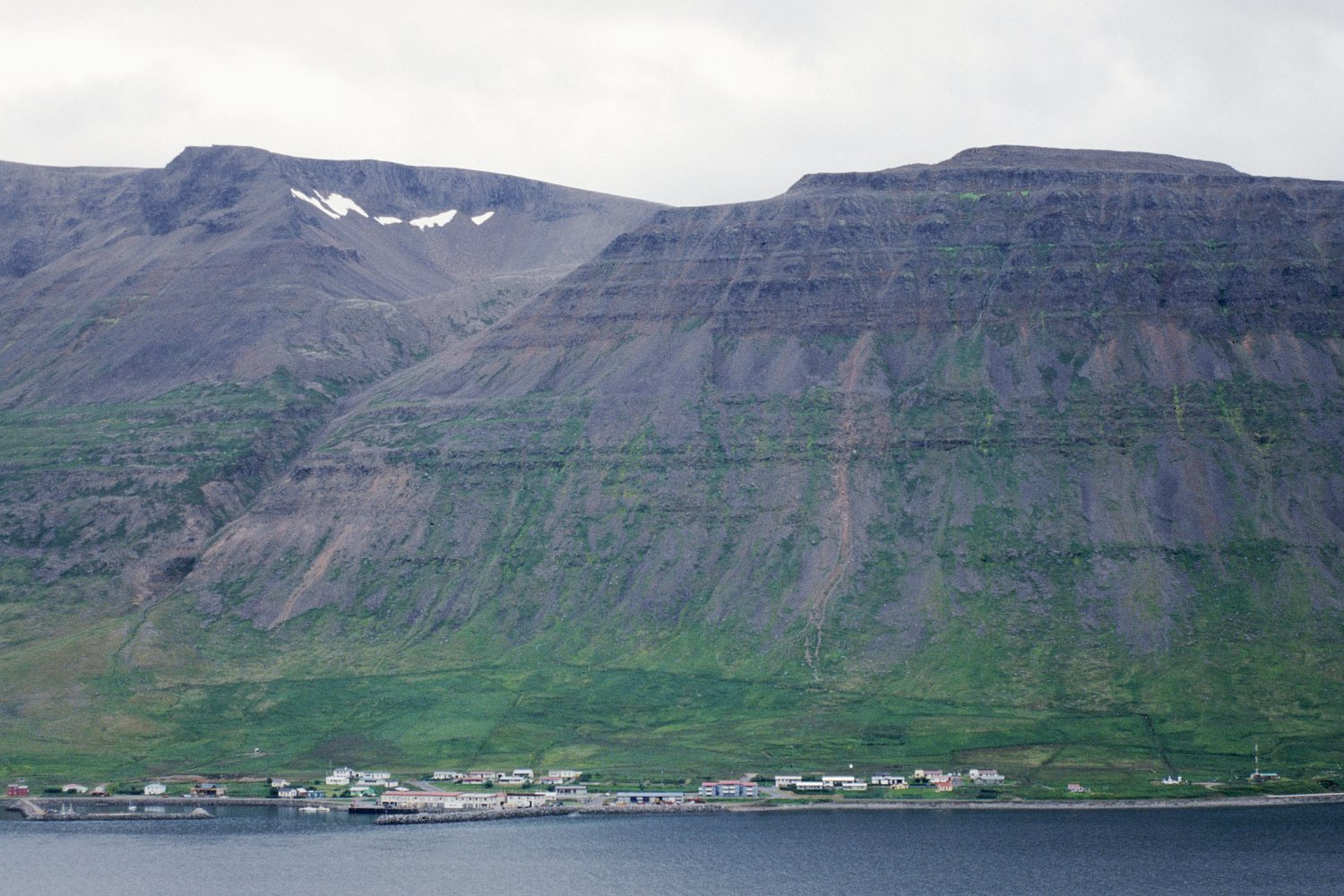
Общий вид деревни Судавик. На заднем плане — лавиноопасная гора Судавикхлид.
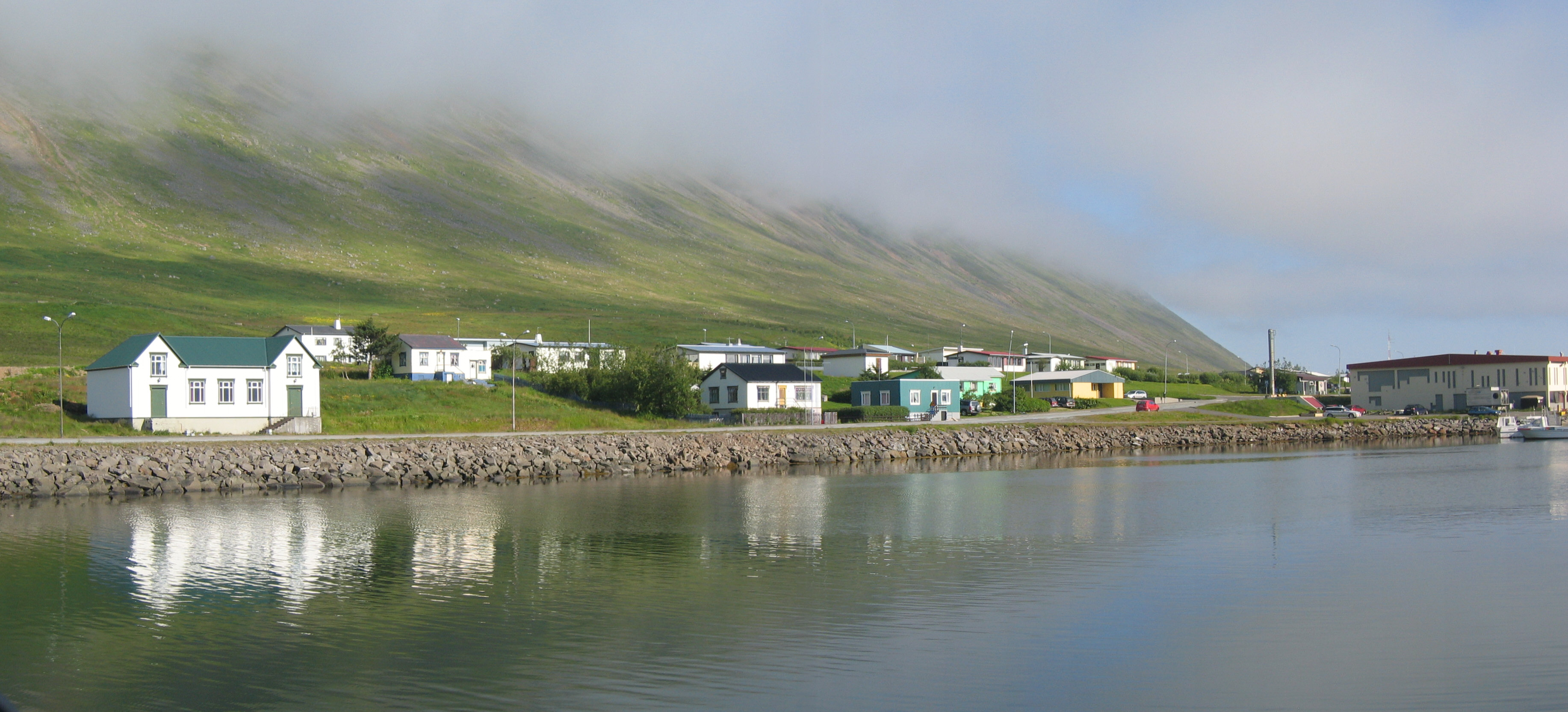
Судавик

## Население
Число населения общины очень быстро сокращается. За первое десятилетие XXI века население Судавика сократилось почти на пятую часть. Причиной тому является небольшой заработок населения, тяжелые погодные условия и слаборазвитая инфраструктура. Одна из главнейших демографических тенденций общины — это старение населения. Если в 1998 году доля населения моложе 16 лет составляло 29,2 %, то в 2011 году эта цифра составляла уже 23,4 %. А доля населения старше 60 лет, наоборот, растет (12,5 % в 1998 году и 21,4 % в 2011 году).
| Год   | Число населения | В том числе: Мужчины | В том числе: Женщины |
| ----- | --------------- | -------------------- | -------------------- |
| 2002: | 222             | 53 %                 | 47 %                 |
| 2003: | 235             | 54 %                 | 46 %                 |
| 2004: | 228             | 51 %                 | 49 %                 |
| 2005: | 235             | 52 %                 | 48 %                 |
| 2006: | 240             | 54 %                 | 46 %                 |
| 2007: | 225             | 53 %                 | 47 %                 |
| 2008: | 214             | 53 %                 | 47 %                 |
| 2009: | 212             | 53 %                 | 47 %                 |
| 2010: | 202             | 52 %                 | 47 %                 |
| 2011: | 192             | 51 %                 | 49 %                 |

Единственный населенный пункт общины — деревня Судавик.

## История
Церковь Судавика, Судавикюркиркья (исл. Súðavíkurkirkja), была изначально построена в заброшенной деревне Хестэйри в 1899 году, однако через шесть десятилетий была перенесена в Судавик, что привело к спорам среди жителей Вестфирдира.
16 января 1995 года сошедшая с горы Судавикхлид лавина стёрла с лица земли деревню, унеся жизни 14 человек.